# Eileen Kaufman
Eileen Kaufman, nata Singe (1922 – Richmond, 26 gennaio 2015), è stata una scrittrice e giornalista statunitense, moglie di Bob Kaufman.

## Biografia
Eileen Singe nasce nel Sud degli Stati Uniti e durante la Seconda Guerra Mondiale si arruola nell'esercito e viene assegnata alle pubbliche relazioni a Pearl Harbor. Terminato il conflitto, si trasferisce a Sacramento, dove si sposa e ha una figlia. Verso la fine degli anni '50 il suo matrimonio fallisce e decide di trasferirsi a San Francisco, venendo poi attratta dall'atmosfera dai North Beach, dove confluivano diversi artisti. Nel 1958 conosce il poeta Bob Kaufman e dopo un mese si sposano; il loro matrimonio è mal visto, perché Bob è figlio di una creola e di un ebreo e Eileen è bianca; i due hanno un figlio, nel 1959, che chiamano Parker in onore del musicista Charlie Parker.
Eileen partecipa alla fondazione della rivista Beatitude, che dura solo un anno ma ha un grande impatto. I rapporti con Bob però non sono semplici; lui è spesso sotto effetto di droghe, ubriaco e frequentemente viene arrestato dalla polizia locale, anche senza un reale motivo.
Eileen è stata la tutrice dell'opera di Kaufman; seguendolo ovunque, mentre lui recitava le sue poesie create sul momento, lei trascriveva tutto e poi si occupava parlare con gli editori. La prima raccolta di poesie di Bob, Solitudes Crowded by Loneliness, del 1965, è nata grazie al suo impegno di trascrizione e pubblicazione.